# Kolang Nauli
Kolang Nauli is een bestuurslaag in het regentschap Tapanuli Tengah van de provincie Noord-Sumatra, Indonesië. Kolang Nauli telt 1866 inwoners (volkstelling 2010).